# Wolfgang Boetticher
Pour les articles homonymes, voir Boetticher.
Wolfgang Boetticher est un musicologue allemand, né le 19 août 1914 à Bad Ems et mort le 7 avril 2002 à Göttingen. Il était professeur à l'Université de Göttingen et spécialiste de l'œuvre de Robert Schumann.  

## Biographie
Boetticher, fils d'un chimiste de la fonction publique, étudie la musicologie après une éducation pianistique avec Arnold Schering, Georg Schünemann, Curt Sachs, Hans Joachim Moser, Friedrich Blume et Helmuth Osthoff à l'Université de Berlin. Pendant ses études, il est actif depuis 1934 dans la fédération des étudiants de la NSD. Il travaille depuis 1937 dans le département de musique de la direction des étudiants. Après une demande en février 1938, il est rétroactivement membre du NSDAP depuis mai 1937 (numéro 5 919 688), pour lequel il travaille finalement à temps plein. Il est également membre du NS People's Welfare.
Après son doctorat sur Robert Schumann en 1939 (sa thèse a été publiée en 1941), il complète son habilitation en 1943 avec ses études sur la pratique du luth pendant les XVIe et XVIIe siècles.
Boetticher est depuis 1939 orateur et directeur du bureau de liaison en matière de politique musicale. Pendant la Seconde Guerre mondiale, il est également actif de 1940 à 1944 au sein de l'organisation prédatrice Einsatzstab Reichsleiter Rosenberg (ERR). En 1940, Boetticher accompagne Alfred Rosenberg à Cracovie et à Varsovie pour réquisitionner de la musique. Elle provenait de la bibliothèque d’État et des archives de Cracovie. Les manuscrits de Józef Elsner, professeur de Frédéric Chopin, et des documents de l'Institut Chopin ont été saisis et transportés. En 1941, Boetticher est impliqué à Paris dans le pillage de la collection de Wanda Landowska, qui avait pris la fuite, ainsi que dans la saisie d'autres biens juifs.
En juillet 1941, Boetticher rejoint la Waffen-SS. Depuis 1940, il était coauteur du Lexikon der Juden in der Musik. En 1942, il est promu au rang de Reichshauptstellenleiter de l'ERR. À partir de 1944, il travaille à Berlin en tant que Privatdozent. Pour l'édition de journaux et lettres de Schumann, il reçoit en 1943 le Prix Robert-Schumann.
Après la Seconde Guerre mondiale, Boetticher est chargé de cours à Göttingen en 1948. Il est professeur à l'Université de Göttingen en 1955, et devient directeur de l'Institut de musicologie en 1957, puis doyen de la Faculté des arts de 1972 à 1974. En 1963, il est professeur invité à l’Université Charles de Prague.
Le passé national-socialiste de Boetticher n'est pas inconnu dans l'Allemagne de l'après-guerre. Joseph Wulf a publié plusieurs documents dans son ouvrage Music in the Third Reich en 1963, documentant l'engagement nazi et antisémite de Wolfgang Boetticher. Il a présenté un document montrant la coopération de Boetticher dans l'antisémite lexique des juifs en musique. Boetticher poursuit néanmoins sa carrière en musicologie. Même après sa retraite, il donne des conférences lors du séminaire de musicologie jusqu'au semestre d'hiver 1998-1999. Après avoir révélé son travail dans l'équipe spécialisée dans la musique de Willem de Vries, ses conférences ont été fermées très rapidement par le responsable du séminaire.
Boetticher a laissé des mémoires manuscrits dans lesquels il a passé sous silence ses activités durant la période nazie. Celles-ci ont été publiées par Hans Schneider, antiquaire et éditeur à Tutzing. De plus, dans son propre exposé, en 1952, il n'a pas abordé ses activités en dehors de l'université.

## Publications
- Deutsch sein heißt unklar scheinen, 1938.
- Die Kulturtagung der Reichsstudentenführung in Königsberg, 1938.
- Zur Erkenntnis von Rasse und Volkstum in der Musik, Berlin, 1939.
- Robert Schumann. Einführung in Persönlichkeit und Werk, Berlin, 1941. Réédité sous le titre Robert Schumann, Leben und Werk, Noetzel Verlag, 2004,  (ISBN 3-7959-0804-3).
- Orlando di Lasso und seine Zeit, Cassel, 1958.
- Von Palestrina zu Bach, Stuttgart, 1959.
- Dokumente und Briefe um Orlando di Lasso, Cassel, 1960.
- Neue Materialien zu Robert Schumanns Wiener Bekanntenkreis, In: Hommage à Erich Schenk, 1962.
- Aus Orlando di Lassos Wirkungskreis, Cassel, 1963.
- Robert Schumanns Klavierwerke, Wilhelmshaven, 1977.
- Handschriftlich überlieferte Lauten und Gitarrentabulaturen des 15. bis 18. Jahrhunderts, Répertoire International des Sources Musicales, Munich, 1978, 1986,  (ISBN 978-3-87328-012-0).
- Einführung in die musikalische Romantik, Wilhelmshaven, 1983.
- Robert Schumanns Klavierwerke, Neue biographische und textkritische Untersuchungen, Wilhelmshaven 1984.
- Geschichte der Motette, Darmstadt, 1989, deuxième édition: Wilhelmshaven 2000.

## Liens
- (de) « Publications de et sur Wolfgang Boetticher », dans le catalogue en ligne de la Bibliothèque nationale allemande (DNB).